# Silex CMS
Silex è un Content Management System di tipo Open Source, cioè un software che permette di creare siti web direttamente dal browser senza scrivere codice e avere particolare competenze.
In particolare Silex permette la creazione di siti in tecnologia Flash e HTML5 direttamente in modalità grafica attraverso un editor WYSIWYG con effetti decisamente interessanti e d'impatto.
Altra caratteristica interessante è rappresentata dalla possibilità di creare pubblicazioni multiple all'interno dello stesso sito e attraverso il manager di Silex renderne una principale per poi agganciare le altre attraverso i link.
Silex dispone di un completo sistema di plug-in tra cui un generatore di codice HTML5, un effetto "volta pagina" a video per creare video cataloghi e molti altri.
L'attuale versione stabile è la 1.6.x anche se è disponibile la 1.7.0RC1 che però non è ancora pronta per l'uso in produzione.

## Caratteristiche principali
- editor grafico WYSIWYG completo di drag and drop
- software manager per gestire i permessi e le impostazioni delle pubblicazioni multiple
- adatto alla creazione di template
- basato sul web browser, può essere installato in locale oppure su un server web
- gestione multilingua dei contenuti
- templates e plugins gratuiti